# Elecciones presidenciales de Colombia de 1874

## Resultados
| Foto | Candidato a presidente   | Partido o movimiento            | Votos estatales |
| ---- | ------------------------ | ------------------------------- | --------------- |
|      | Santiago Pérez Manosalva | Liberal                         | 6               |
|      | Julián Trujillo Largacha | Liberal (con apoyo conservador) | 3               |

Estados que votaron por Santiago Pérez:
- Bolívar
- Magdalena
- Panamá
- Cundinamarca
- Santander
- Boyacá

Estados que votaron por Julián Trujillo:
- Cauca
- Antioquia
- Tolima

- Datos: Q5828651